# Turbe u Turali-begovoj mahali, Tuzla
Turbe u Turali-begovoj mahali u Tuzli nalazio se u blizini Turali-begove džamije.

## Predaja o nastanku
Po jednoj predaji to je grob dobrog čovjeka (evlije) Abdurahmana efendije, a po drugoj je ovdje pokopan majstor koji je gradio Turali-begovu džamiju. Po ovoj pripovijesti majstor je dao pogubiti Turali-beg jer je majstor svojevoljno promijenio plan gradnje, a Turali-beg je dao sagraditi džamiju poput Ali-pašine u Sarajevu. Majstor je bio optužen kod Turali-bega i ubijen. Divota džamije nagnala je Turali-bega naložiti podići turbe tom majstoru.

## Građa
Turbe je od tesanog kamena, osmerokutna krova na kojem je alem pri vrhu. Turbe je dimenzija 2 x 2 metra. Na turbetu su dva visoka prozora koji gledaju ka glavnoj ulici i jednim željeznim vratima.